# Kalotermes approximatus
Kalotermes approximatus är en termitart som beskrevs av Snyder in Banks och John Otterbein Snyder 1920. Kalotermes approximatus ingår i släktet Kalotermes och familjen Kalotermitidae. Inga underarter finns listade i Catalogue of Life.